# Eppingen
Eppingen (pronunciación en alemán: /ˈɛpɪŋən/ⓘ) es una ciudad en el distrito de Heilbronn en Baden-Württemberg en Alemania del sur.  La ciudad es la segunda mayor población en el distrito. Eppingen está situada en el Kraichgau, una región montañosa en el suroeste de Alemania, cerca de la confluencia de los ríos Hilsbach y Elsenz.

## Historia
Eppingen es mencionada por primera vez en el año 985, cuando Otón III dio el asentamiento a la diócesis de Worms. El final "-ingen" era común en las ciudades colonizadas por los alamanni, clan de los siglos III y IV.
Eppingen perteneció a los salier en el siglo XI, y a los Staufer en el siglo XII. En 1188, se convirtió en un pueblo fortificado y, en 1192, Enrique VI la elevó al rango de ciudad. La ciudad fue embargada varias veces en el siglo XIV, pero nunca perdió el título de ciudad. Después de la victoria del Electorado del Palatinado sobre el margraviato de Baden en 1435, finalmente se convirtió en parte del electorado del Palatinado, pero una vez más fue embargada a los caballeros de Gemmingen, desde 1469 hasta aproximadamente 1520. En los siglos XV y XVI, Eppingen experimentó un boom económico durante el cual su escuela Latina fue mencionada por primera vez en (1421). Con ocasión de una plaga de peste una parte de la Universidad de Heidelberg se trasladó a la escuela de Latín en 1496.
Durante las guerras de sucesión del Palatinado, Eppingen funcionó como la instalación de almacenamiento principal para el ejército alemán. Desde 1695 hasta 1697, se construyeronn las líneas Eppingen (Eppinger Linien), una cadena de fortificaciones y torres de vigilancia. Sirvieron como grandes parapetos de defensa contra los ataques franceses en aquel tiempo. Una torre de vigilancia, llamada el Chartaque, es todavía accesible. Eppingen estuvo adscrito a Baden en 1803. Mantuvo la segunda escuela más antigua de agricultura en Baden. A finales del siglo XIX, Eppingen estuvo conectada a la red ferroviaria; el ferrocarril de Kraichgau se abrió a Karlsruhe en 1879 y a Heilbronn en 1880 y el ferrocarril Steinsfurt-Eppingen que la conectó a Heidelberg fue inaugurado en 1899.
Durante 1971 y 1972, Eppingen anexionó las seis comunidades circundantes de Adelshofen, Elsenz, Richen, Rohrbach soy Gießhübel, Kleingartach y Mühlbach. En 2000, Eppingen la población superó los 20. 000 habitantes y logró el estatuto de ciudad de distrito en 2002.

### Cambios en la población
| Año    | Población |
| ------ | --------- |
| 1778   | 1.570     |
| 1809   | 2.320     |
| 1825   | 2.750     |
| 1852   | 3.266     |
| 1871   | 3.337     |
| 1880 ¹ | 3.621     |
| 1890 ¹ | 3.546     |
| 1900 ¹ | 3.467     |
| 1910 ¹ | 3.402     |
| 1919 ¹ | 3.372     |
| 1925 ¹ | 3.389     |
| 1933 ¹ | 3.506     |

| Año    | Población |
| ------ | --------- |
| 1939 ¹ | 3.416     |
| 1945   | 3.863     |
| 1950 ¹ | 4.891     |
| 1961 ¹ | 5.501     |
| 1970 ¹ | 6.708     |
| 1975   | 14.870    |
| 1980   | 14.833    |
| 1987 ¹ | 15.462    |
| 1990   | 16.418    |
| 1995   | 18.688    |
| 2000   | 20.257    |
| 2004   | 21.017    |

### Alcaldes
- 1808-1813: Heinrich Jakob Raußmüller
- 1813-1816: Carl Morano
- 1816-1831: Ludwig Lother
- 1831-1844: Friedrich Hochstetter
- 1844-1847: Johann Ludwig Raußmüller
- 1847-1859: Wilhelm Lother
- 1859-1866: Gustav Hochstetter
- 1866-1870: Ludwig Lother
- 1870-1878: Heinrich Raußmüller
- 1878-1890: Paul Bentel
- 1890-1894: Heinrich Schmelcher
- 1894-1903: Philipp Vielhauer
- 1903-1933: Albert Wirth
- 1933-1937: Karl Muñeca
- 1937-1945: Karl Zutavern
- 1945-1948: Jakob Dörr
- 1948-1966: Karl Thomä
- 1966-1980: Rüdiger Peuckert
- 1980-2004: Erich Pretz
- 2004@–Presente: Klaus Holaschke

## Transporte
A Eppingen se puede llegar por la A 6 (Mannheim-Heilbronn). También, la B 293 (Karlsruhe–Heilbronn) pasa por la zona de la ciudad, aunque actúa como un puente alrededor de la zona principal de la ciudad.
Eppingen La estación es en el Kraichgau Ferrocarril, y está servido por línea S4 del Karlsruhe Stadtbahn llegando a Karlsruhe y Heilbronn. Es también conectada por la línea Steinsfurt-Eppingen a Heidelberg, que es servido por la línea S5 del Rin-Neckar S-Bahn.

## Asociaciones
Eppingen tiene asociaciones oficiales con:
- Wassy (Francia) (departamento Haute-Marne) desde 1967.
- Epping (Reino Unido) (Essex) desde 1981[2]
- Szigetvár (Hungría) (Baranya) desde 1992.

## Símbolos

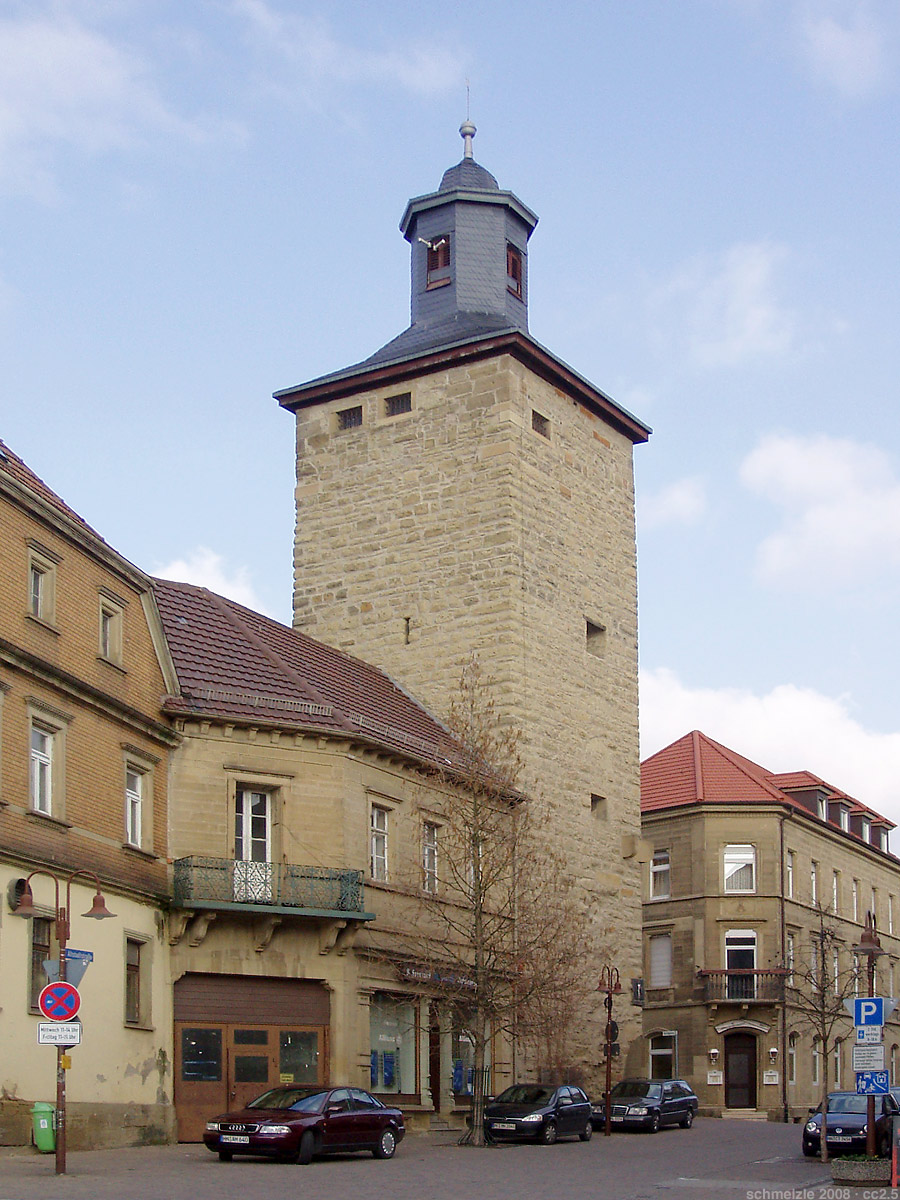
Pfeifferturm

El Pfeifferturm, una torre construida en el siglo XIII, es el símbolo de la ciudad. La "Universidad vieja" (en alemán: alte Universität)) fue construida entre 1494 y 1495 en el estilo de un almacén de la Baja Edad Media. Su nombre es un recordatorio del año 1564, cuando una parte de Universidad de Heidelberg se trasladó a Eppingen por la plaga. La Casa Baumann (alemán: Baumannsche Haus) es una de las casas de madera más bonitas y más famosos en toda la zona del norte de Baden. Hay muchas hermosas casas de madera en el centro de Eppingen, y debido a esto la ciudad es una parte de la alemana Fachwerkstraße (ruta alemana de las más bellas casas de madera).